# Harry White (Politiker)

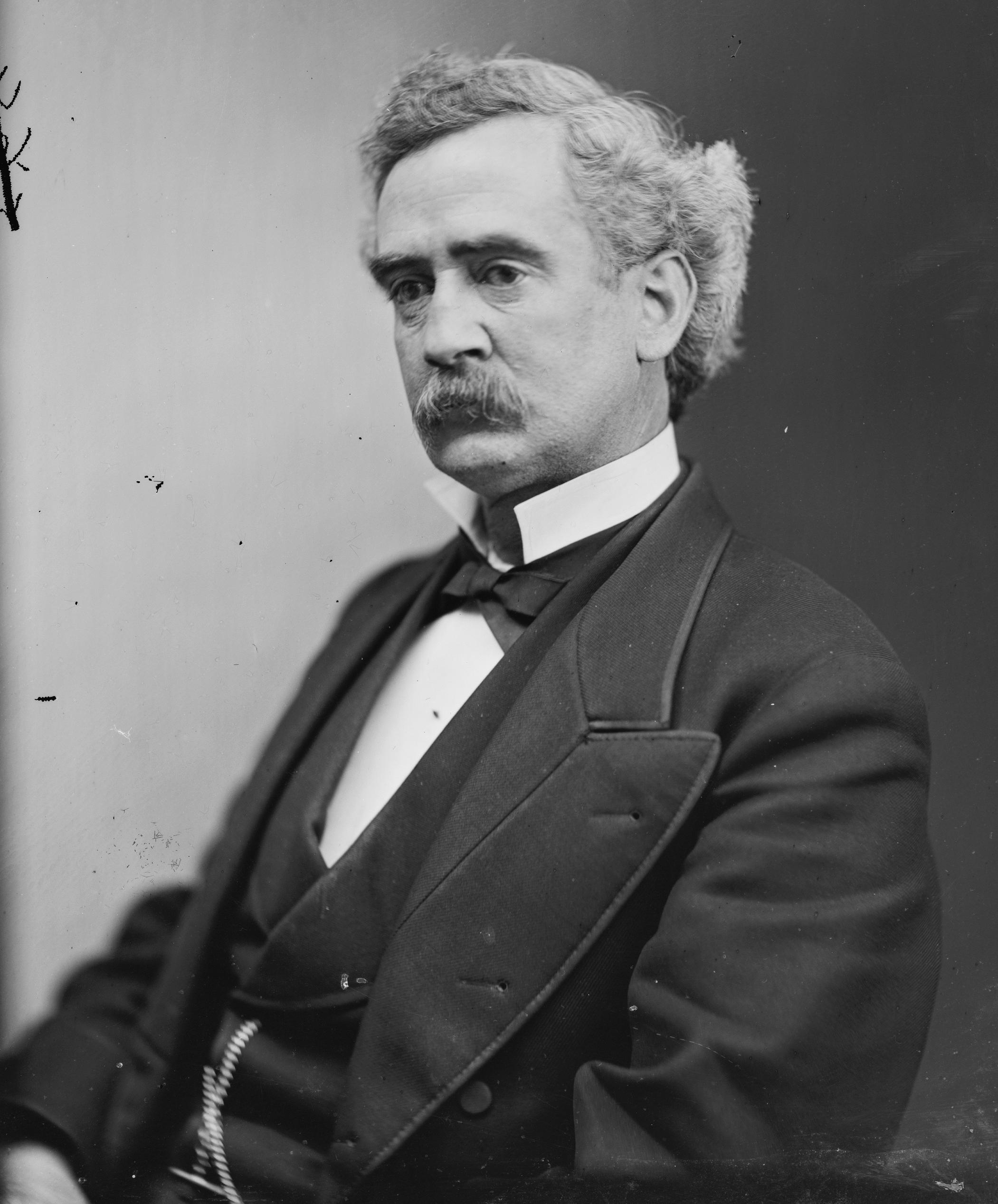
Harry White

Harry White (* 12. Januar 1834 in Indiana, Indiana County, Pennsylvania; † 23. Juni 1920 ebenda) war ein US-amerikanischer Politiker. Zwischen 1877 und 1881 vertrat er den Bundesstaat Pennsylvania im US-Repräsentantenhaus.

## Werdegang
Harry White besuchte die Indiana Academy und studierte danach bis 1854 am Princeton College. Nach einem anschließenden Jurastudium und seiner 1855 erfolgten Zulassung als Rechtsanwalt begann er in seiner Heimatstadt Indiana in diesem Beruf zu arbeiten. Während des Bürgerkrieges diente er als Major im Heer der Union. Während seiner Militärzeit wurde er als Mitglied der Republikanischen Partei in den Senat von Pennsylvania gewählt, an dessen Sitzungen er in den Jahren 1862 und 1863 teilnahm. Danach geriet er in Kriegsgefangenschaft.
Nach dem Krieg setzte White seine politische Laufbahn fort. Zwischen 1865 und 1874 war er erneut Mitglied und in seinem letzten Jahr sogar Präsident des Staatssenats. 1872 nahm er als Delegierter an einem Verfassungskonvent seines Staates teil. Im gleichen Jahr bewarb er sich erfolglos um das Amt des Gouverneurs von Pennsylvania. Bei den Kongresswahlen des Jahres 1876 wurde er im 25. Wahlbezirk von Pennsylvania in das US-Repräsentantenhaus in Washington, D.C. gewählt, wo er am 4. März 1877 die Nachfolge des Demokraten George A. Jenks antrat. Nach einer Wiederwahl konnte er bis zum 3. März 1881 zwei Legislaturperioden im Kongress absolvieren.
Im Jahr 1880 verzichtete Harry White auf eine weitere Kongresskandidatur. Nach dem Ende seiner Zeit im US-Repräsentantenhaus war er zwischen 1894 und 1904 Richter im Indiana County. Danach praktizierte er wieder als Anwalt. Außerdem stieg er in das Bankgewerbe ein. Er starb am 23. Juni 1920 in seiner Geburtsstadt Indiana, wo er auch beigesetzt wurde.